# مارك جامار
مارك جامار (بالإنجليزية: Mark Jamar)‏ هو لاعب كرة قدم أسترالية أسترالي، ولد في 9 أغسطس 1983 في ميناء بورت بيري في أستراليا.

## وصلات خارجية
- مارك جامار على موقع AustralianFootball.com (الإنجليزية)
- مارك جامار على موقع AFLtables.com (الإنجليزية)